# 民族問題研究所
民族問題研究所（みんぞくもんだいけんきゅうじょ）とは、韓国の左派系市民団体。

## 設立目標
設立趣旨書によれば以下を趣旨としている。
1. 韓国近現代史の争点と課題を研究解き明かし、韓日間の歴史問題の清算を通じて屈折された歴史を建て直そうとする。
2. 親日人名辞書編纂などを通じ、韓国国内の「日帝ファシズム」の残滓を清算する。

「民族問題解決の根幹には屈折した民族歴史の清算が必要不可欠」とし、「正しい歴史教育の推進が民族の英気の復活に必要」と説明している。

## 沿革
- 1991年 反民族問題研究所設立
- 1995年 社団法人民族問題研究所となる
- 2001年 統一時代民族文化財団を別団体として発足させ、親日人名辞典編纂委員会を設立
- 2015年 軍艦島の世界遺産登録を阻止するために世界遺産委員会会議が開かれるドイツのボンなどでロビー活動を行う[6]。
- 2017年 『抗日音楽330曲集』を出版[7][8]
- 2018年8月29日 ソウル市龍山区に植民地歴史博物館をオープン[9]。
- 2019年 民族問題研究所が親日派とした作曲家が作曲した校歌の廃止し、地方政府による新校歌制定の予算投入[2][10]。

## 主張・批判
2017年11月に日本の強制動員真相究明ネットワークと共同でガイドブック「明治日本の産業革命遺産と強制労働」を作成し、その中で、産業革命遺産の登録申請は従来の文化庁主導とは異なり「官邸主導ですすめたという点が特徴」「誇らしい歴史だけを記憶するという、反省のない歴史認識は、再び日本を戦争ができる国にするためのプロジェクトと連動しています。『明治日本の産業革命遺産』の物語もこの一環とみられます」と主張しており、明治日本の産業革命遺産に含まれた吉田松陰の松下村塾について「日本は、松下村塾を、産業化をすすめる人物を育てた場所として、『明治日本の産業革命遺産』に組み込みました。しかし、松下村塾は、アジア侵略の思想と歴史を正当化する歴史観が形成されたところであり、産業革命遺産ではありません」と主張し、また明治日本の産業革命遺産情報センターの東京設置に反対しており、2017年7月に「犠牲者を記憶するための情報センターの設置」を求める声明を発表した。
国立顕忠院の墓地には、「反民族行為者が葬られており墓を移すべき」と主張。2019年6月6日、金昌龍、金錫範の墓地を汚物で汚損するアピールを行い、刑事告訴される事態になった。彼らの製作した親日人名辞典の親日基準は、恣意的、左派寄り、公平性が無いと指摘されている。